# Christopher Coyne
Christopher Coyne (1977) è un economista statunitense, esponente della scuola austriaca e assistente docente di economia alla West Virginia University.
È editore de The Review of Austrian Economics e membro del Mercatus Center. Coyne ha alle spalle oltre 60 pubblicazioni, tra cui libri, articoli e prefazioni.
Il suo primo libro, After War: The Political Economy of Exporting Democracy, è stato pubblicato nel novembre del 2007 dalla Stanford University Press. Tale pubblicazione analizza i risvolti economici della cosiddetta esportazione della democrazia. attraverso questo libro Coyne critica fortemente la gestione della politica economica ed estera dell'amministrazione statunitense, proponendo anche un ritorno ad una politica estera non-interventista, accompagnata da una strenua difesa del libero mercato. Il libro è stato presentato per la prima volta al Cato Institute.
Coyne ottenne il suo Ph. D. in economia alla George Mason University, mentre il suo Bachelor in economia e finanza lo ottenne al Manhattan College. Prima di essere assunto alla West Virginia University nel 2007, era assistente docente al Hampden-Sydney College.

## Opere
- After War: The Political Economy of Exporting Democracy, 2007